# Ketowan
Ketowan is een bestuurslaag in het regentschap Situbondo van de provincie Oost-Java, Indonesië. Ketowan telt 5108 inwoners (volkstelling 2010).